# ベナード・キメリ
ベナード・キメリ（英語: Benard Kimeli、1995年9月10日 - ）は、ケニアの陸上競技選手。